# Cyberpesten
Cyberpesten, digitaal pesten of digipesten is het pesten op internet of via een mobiele telefoon. Dit gedrag komt zowel tussen kinderen en tieners thuis en op school als tussen volwassenen als collega's op het werk voor.

## Definitie
Iemand kan op verschillende manieren cyberpesten. Het gaat om kwetsende of bedreigende teksten bijvoorbeeld via chatprogramma's als WhatsApp of Facebook. Ook kunnen beledigende foto's, video's of persoonlijke gegevens van het slachtoffer op internet worden gebruikt om deze op sociaalnetwerksites te plaatsen (cyberbaiting) zoals Facebook en Twitter. Dan is er sprake van cyberstalking, waarbij een of meer daders doelbewust een slachtoffer lastig blijft vallen. Ook kan op fora en vrij bewerkbare sites, bijvoorbeeld Wikipedia, gemakkelijk beledigende of bedreigende informatie geplaatst worden.

## Kenmerken
- Cyberpesten gebeurt vaak anoniem.[1] De daders voelen zich veilig, onbereikbaar en onherkenbaar, waardoor ze weinig terughoudend zijn.
- Niet enkel fysiek of sociaal dominante personen doen aan cyberpesten. Door zijn kennis van internet voelt de dader zich vaak machtiger dan het slachtoffer en denkt dan 'veilig achter de computer' zijn slag te kunnen slaan.
- Cyberpesten is niet terug te draaien – vaak blijven de gegevens op internet bestaan, zodat het slachtoffer er jaren nadien nog mee geconfronteerd kan worden.

## Incidentie
Uit Belgisch onderzoek kwam bij uitvraag naar voren dat een op de tien jongeren aangaf in de laatste zes maanden online gepest te zijn. Volgens een onderzoek in Nederland waarin vijfhonderd tieners ondervraagd werden, komt het voor op vier van de tien scholen. Ook via bedrijfsservers worden werknemers slachtoffer van pestgedrag door collega's. Het venijnige hiervan is dat cyberpesten anoniem gebeurt, waardoor het harder is dan gewoon pesten en bedreigender is voor het slachtoffer, terwijl de dader geheim en buiten schot blijft. Ook weten ouders, leerkrachten en werkgevers niet wat er aan de hand is.

## Preventie op school
Ouders en leerkrachten spelen bij het tegengaan van cyberpesten een belangrijke rol. De kinderen kunnen beter op de hoogte worden gebracht door het kind te begeleiden bij het surfen op internet en ervoor te zorgen dat zij/hij het meldt als er zaken gebeuren die niet integer zijn. Ook voorlichtingen over hoe om te gaan met wachtwoorden, persoonlijke gegevens en het plaatsen van informatie is belangrijk. Leerkrachten hebben in hun lessen een voorlichtende functie over wat internet is en wat de gevaren hierop kunnen zijn. Bij geconstateerd wangedrag kan via de schoolservers de vandaal opgespoord worden en via een internetprotocol kunnen regels gegeven worden. Er zijn pestprogramma's die onder meer ook over cyberpesten gaan.

## Preventie op de werkplek
Een bedrijf kan via pestprotocollen en met behulp van de bedrijfsvertrouwenspersoon handelen volgens richtlijnen. Hierbij is voorlichting essentieel. Er is een verschil tussen practical jokes en het stelselmatig blijven belagen via internet van een medewerker. Bedrijven kunnen leren van de manier waarop scholen omgaan met het probleem. Een pestende werknemer is te vergelijken met een pestende scholier. Een bedrijf dient zich ervan bewust te zijn dat een pester een negatieve invloed heeft op de bedrijfscultuur en -resultaten en dat cyberpesten extra bedreigend is voor mensen.